# Biserica Sfinții Împărați Constantin și Elena din Jilava
Biserica Sfinții Împărați Constantin și Elena din Jilava este un monument istoric aflat pe teritoriul satului Jilava, comuna Jilava.
Este o biserică monumentală în plan trilobat cu o turlă cilindrică pe naos, cu pereti grosi de 80 cm ridicată în 1817. Catapeteasma este din lemn sculptat, cu trei registre de icoane. Biserica este pictată în stil neobizantin la interior si cu icoane mari la exterior. Necesită mici reparatii care sunt în curs de executie.

## Galerie

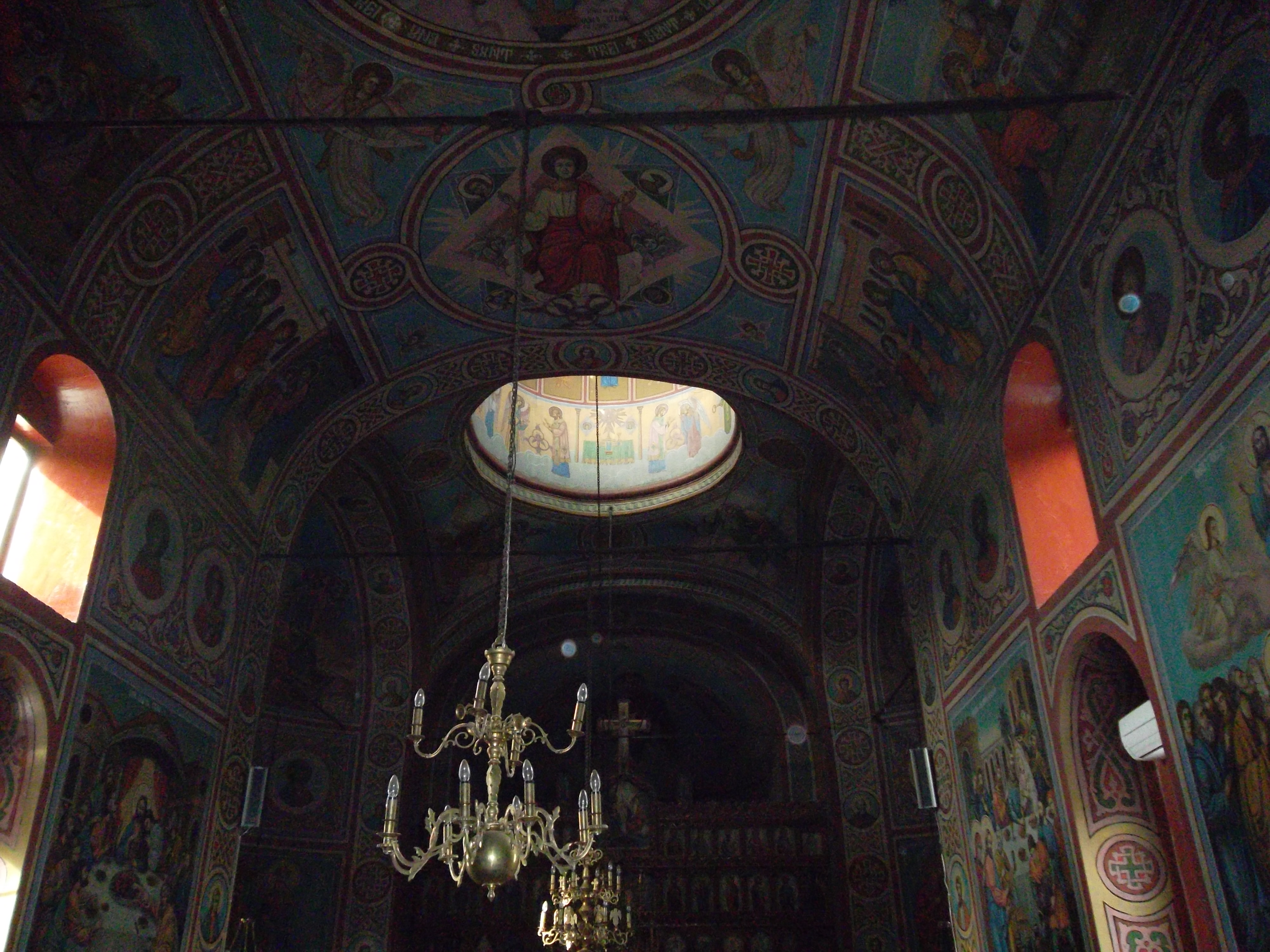
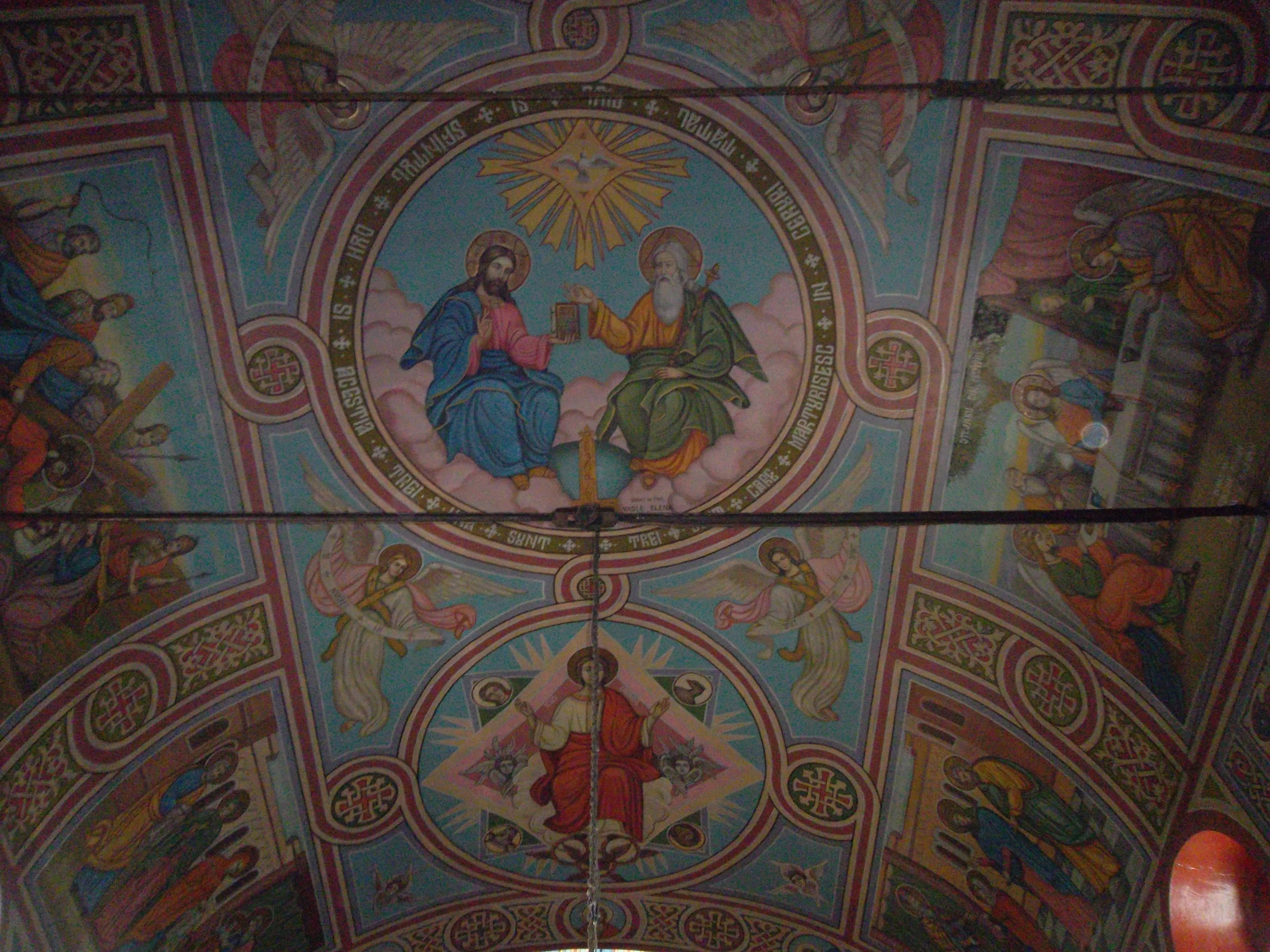
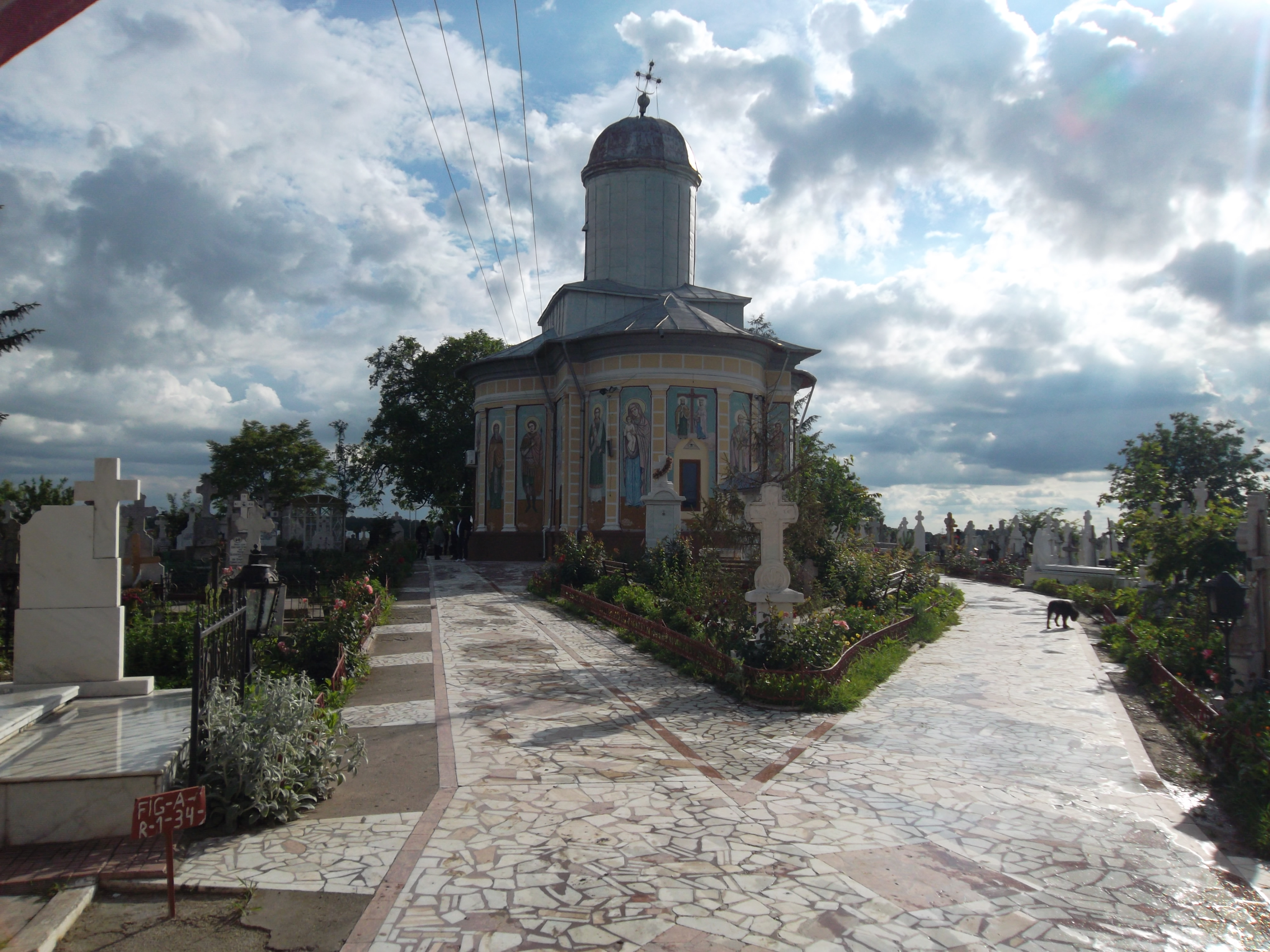
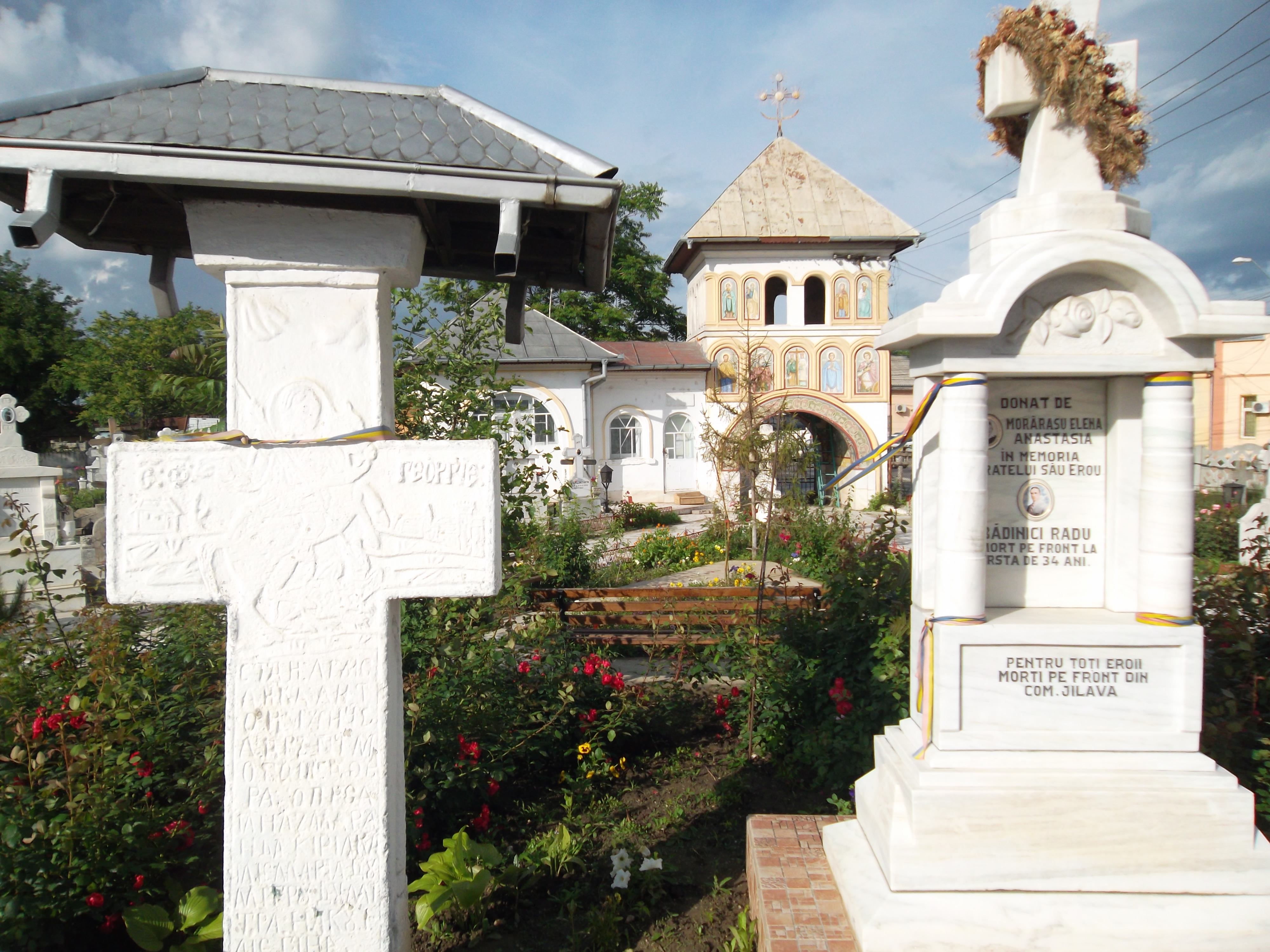